# Гнатки
Гнатки (укр. Гнатки) — село в Староконстантиновском районе Хмельницкой области Украины.
Население по переписи 2001 года составляло 205 человек. Почтовый индекс — 31153. Телефонный код — 3854. Занимает площадь 1,08 км². Код КОАТУУ — 6824281703.

## Местный совет
31153, Хмельницкая обл., Староконстантиновский р-н, с. Вербородинцы